# Hubert.
Hubert., właśc. Hubert Dorosz (ur. 1 marca 2001 w Szczecinie) – polski raper, piosenkarz, autor tekstów. Pochodzi z osiedla Bukowe w Szczecinie, z okolic Kolorowych Domów, której zadedykował jeden ze swoich albumów pt. „Kolorowe Domy”.

## Życiorys
Początki kariery
Pierwszy utwór nagrany przez rapera był dissem na jego byłych kolegów; został on nagrany, gdy był on w III klasie gimnazjum.
Inspiracje muzyczne
W swojej twórczości rapowej Dorosz inspiruje się takimi artystami jak Kanye West oraz J. Cole.

## Wykształcenie
Rozpoczynał edukację w Szkole Podstawowej Nr 74 im. Stanisława Grońskiego w Szczecinie. Uczęszczał do Gimnazjum nr 29 im ks. Jana Twardowskiego w Szczecinie. Edukację kontynuował w III Liceum im. Mikołaja Kopernika w Szczecinie. Hubert. zrezygnował z kontynuowania studiów wyższych na etapie pracy licencjackiej, decydując się na rozwój kariery muzycznej. Pomimo początkowych wątpliwości, decyzja ta – wspierana przez jego najbliższych – okazała się korzystna, umożliwiając mu realizację pasji artystycznej.

## Działalność pozamuzyczna
W 2017 roku brał udział w Mistrzostwach Polski kadetów U-16 Mężczyzn w koszykówkę, wraz z drużyną Spójni Stargard (wtedy Spójnia Stargard Szczeciński). Przestał uprawiać sport w wyniku pandemii, jak i rozpoczęcia działalności muzycznej w 2020 roku. W 2025 roku został zaproszony przez Ryoyu Kobayashiego na Red Bull Skoki w Punkt. Artysta wydał utwór dedykowany skoczkowi pt. „Kobayashi”.

## Nagrody muzyczne
W kwietniu 2025 raper otrzymał nagrodę Popkiller w kategorii Alternatywny Album Roku, za album Kolorowe Domy. Nominowany był również w 2025 roku w kategorii Fonograficzny debiut roku, a także w kategorii Najlepszy kontakt z fanami. W tym samym roku nominowany był również do nagrody Fryderyków, w kategorii Fonograficzny Debiut Roku.

## Dyskografia
Albumy studyjne
- Kolorowe Domy (2024)[13]

Mini albumy (EP)
- Dzieci Śmieci (2021)[13]
- Pttk (2022)[13]
- Święty Spokój (2022)[13]
- Wizuale (2023)[13]

Albumy w ramach współpracy
- Def Jam World Tour: Johannesburg (2024)[14]

## Trasy koncertowe
- "święty spokój TOUR” (2023)[15]
- „wizuale TOUR” (2023)[16]
- "widzisz mnie??? TOUR" (2024)[17]
- "kolorowe domy TOUR" (2025)[18]
- ”daleko od domu(w) TOUR” (2025)

W dniu 13 sierpnia 2023 roku zagrał przedpremierowy koncert promujący album "Wizuale" w miejscowości Chałupy. Rok później, 16 sierpnia 2024, ponownie wystąpił tam w ramach trasy koncertowej "widzisz mnie??? TOUR". W tym roku również zagra na Chałupach, a dokładnie 2 sierpnia w ramach trasy koncertowej ”daleko od domu(w) TOUR”.
11 maja 2024 artysta zrealizował koncert pod nazwą "PTTK EXPERIENCE", który odbył się w schronisku PTTK na szczycie Szyndzielni w Bielsku-Białej.
19 kwietnia 2024 roku wystąpił gościnnie na koncercie zespołu Kacperczyk, który odbył się w warszawskim Klubie Progresja. Podczas wydarzenia wykonał utwór „Oda do introwertyków”.
W 2025 roku wziął udział w trasie koncertowej Hidden Gems, występując w Poznaniu, Warszawie i Wrocławiu. Na scenie dzielił mikrofon z innymi artystami polskiej sceny hip-hopowej, m.in. z Otsochodzi, Catchup-emoraz BSK.